# Hatschekia hemigymni
Hatschekia hemigymni is een eenoogkreeftjessoort uit de familie van de Hatschekiidae. De wetenschappelijke naam van de soort is voor het eerst geldig gepubliceerd in 1991 door Kabata.